# Säljoption
En säljoption, eller en put (av engelskans put option), är ett finansiellt kontrakt mellan två parter, utfärdaren (säljaren) och innehavaren (köparen) av en option. Optionens värde beror på en underliggande, som kan vara av vitt skilda slag, exempelvis priset på en aktie, nivån på ett aktieindex eller en valutakurs.
Innehavaren får en kort position som innebär att han eller hon i framtiden har rätt men inte skyldighet att sälja den underliggande tillgången till ett på förhand bestämt pris, strike-priset. Om innehavaren väljer att utöva sin rätt att sälja när optionen utlöper så har utställaren alltså förbundit sig att köpa. Det innebär att utställaren då säljoptionen utlöper kommer att förlora så mycket som den underliggande har sjunkit i förhållande till striken. Denna risk kompenseras av innehavaren när kontraktet skrivs med betalning av en premie till utställaren. Denna premie kan alltså sägas vara priset på optionen, och för innehavaren är det endast detta belopp som riskeras. Utställaren kan förlora mycket mer.
En europeisk säljoption ger innehavaren rätten att sälja vid en särskild tidpunkt i framtiden, medan en amerikansk säljoption ger innehavaren rätten att sälja när som helst fram till denna på förhand bestämda tidpunkt. Dessa optionstyper har inget med geografin att göra, så amerikanska optioner är exempelvis vanligt även i Sverige.